# カネボウバレーボール部
カネボウバレーボール部（カネボウバレーボールぶ）は、三重県鈴鹿市を本拠地に活動していた、鐘紡の女子バレーボールチームである。

## 概要
昭和初期に鐘淵紡績の各地工場で9人制バレーボールチームが創部された。鐘紡新町工場（群馬県）が図抜けた力量を持ち、鐘紡厚生大会（全国工場対抗バレーボール大会）や明治神宮国民錬成大会に優勝するなどの実績を残した。
第二次世界大戦敗戦の後、再びスポーツ活動が活発化し職場対抗戦や工場対抗戦が盛んに行われた。昭和20年代にバレーボールで活躍した工場は、淀川（大阪府）、新町（群馬県）、中島（大阪府）、西大寺（岡山県）、大井・東京（東京都）、四日市（三重県）、京都（京都府）などであったが、特に四日市工場は1952年から1954年にかけて国体3連覇を果たし、1954年の全日本都市対抗でも優勝するなど黄金時代を築いた。
昭和30年代に入ると本部方針により、バレーボール部は四日市、京都、淀川の3工場に集約された。さらに1964年東京オリンピックでバレーボール競技が6人制で実施されることが決定したため、9人制から6人制への対応もあわせて行われた。四日市工場の主力メンバーだった児玉三代子と吉田節子は、1962年全日本に選出され、アジア大会金メダルを獲得。吉田節子は1965年に全日本主将を務め、世界の最優秀選手に選ばれ、後年1968年メキシコシティーオリンピックで銀メダルの栄誉に浴した。更なる強化を図るべく体育館の建設が急務となり、1967年3月には鈴鹿工場にバレーボール専用体育館が竣工した。これにさきがけ1966年12月に鈴鹿工場に3工場のチームを移転統合し「全鐘紡」と改称している。
いよいよバレーボール日本リーグが1967年がスタートしたが、成績はいまひとつ振るわなかった。しかし次第に有力選手が入部するようになり、第7回リーグでは準優勝、第8回リーグでも当時54連勝と無敗を誇った日立武蔵に土をつけるなど健闘し準優勝を飾った。その後数年間低迷したがチーム強化策として、単独海外遠征を実施して強化を図った。またバレーボール部の所属が化粧品部門に移され、チーム名を「カネボウ」に改称した。よりコンシューマーに近い立場に立ったことから一層の強化が図られることになり、第12回日本リーグの初優勝という形で結実していった。
その後は再び成績が低迷し、ロサンゼルスオリンピックの銅メダリスト、スーパー高校生の大谷佐知子が加入するも成績向上にはつながらなかった。カネボウが創立100周年を迎えた1987年にも好成績は残せず、逆に1989年には日本リーグから実業団リーグに降格した。カネボウ本社が構造不況業種であるにもかかわらず有効な対応がとれなかったことなどが響き、それに合わせるかの如くカネボウバレーボール部はバレーボールの檜舞台から消えていった。1992年に廃部。

## 成績

### 主な成績
※以下の成績には前身チームの成績を含めていない。
日本リーグ
- 優勝 1回 （1978年度）
- 準優勝3回 （1973年度、1974年度、1979年度）

全日本都市対抗バレーボール優勝大会（現黒鷲旗大会）
- 優勝 なし
- 準優勝1回 （1979年）

全日本総合
- 優勝 なし
- 準優勝 1回（1973年）

国民体育大会成年女子（6人制）
- 優勝 6回 （1974年、1977年、1978年、1979年、1981年、1982年）
- 準優勝 1回 （1973年）

### 年度別成績
| 大会名       | 大会名           | 順位   | 参加チーム数 | 試合数 | 勝 | 敗 | 勝率  |
| ------------ | ---------------- | ------ | ------------ | ------ | -- | -- | ----- |
| 日本リーグ   | 第1回 (1967/68)  | 4位    | 6チーム      | 10     | 4  | 6  | 0.400 |
| 日本リーグ   | 第2回 (1968/69)  | 4位    | 6チーム      | 10     | 5  | 5  | 0.500 |
| 日本リーグ   | 第3回 (1969/70)  | 6位    | 6チーム      | 10     | 1  | 9  | 0.100 |
| 日本リーグ   | 第4回 (1970/71)  | 6位    | 6チーム      | 10     | 0  | 10 | 0.000 |
| 日本リーグ   | 第5回 (1971/72)  | 5位    | 6チーム      | 10     | 2  | 8  | 0.200 |
| 日本リーグ   | 第6回 (1972/73)  | 5位    | 6チーム      | 10     | 1  | 9  | 0.100 |
| 日本リーグ   | 第7回 (1973/74)  | 準優勝 | 6チーム      | 10     | 7  | 3  | 0.700 |
| 日本リーグ   | 第8回 (1974/75)  | 準優勝 | 6チーム      | 10     | 7  | 3  | 0.700 |
| 日本リーグ   | 第9回 (1975/76)  | 5位    | 6チーム      | 10     | 2  | 8  | 0.200 |
| 日本リーグ   | 第10回 (1976/77) | 4位    | 6チーム      | 10     | 4  | 6  | 0.400 |
| 日本リーグ   | 第11回 (1977/78) | 3位    | 6チーム      | 10     | 6  | 4  | 0600  |
| 日本リーグ   | 第12回 (1978/79) | 優勝   | 6チーム      | 10     | 8  | 2  | 0.800 |
| 日本リーグ   | 第13回 (1979/80) | 準優勝 | 6チーム      | 10     | 7  | 3  | 0.700 |
| 日本リーグ   | 第14回 (1980/81) | 6位    | 8チーム      | 14     | 5  | 9  | 0.357 |
| 日本リーグ   | 第15回 (1981/82) | 4位    | 8チーム      | 21     | 12 | 9  | 0.571 |
| 日本リーグ   | 第16回 (1982/83) | 5位    | 8チーム      | 21     | 10 | 11 | 0.476 |
| 日本リーグ   | 第17回 (1983/84) | 5位    | 8チーム      | 21     | 9  | 12 | 0.429 |
| 日本リーグ   | 第18回 (1984/85) | 6位    | 8チーム      | 21     | 6  | 15 | 0.286 |
| 日本リーグ   | 第19回 (1985/86) | 5位    | 8チーム      | 21     | 10 | 11 | 0.476 |
| 日本リーグ   | 第20回 (1986/87) | 7位    | 8チーム      | 21     | 3  | 18 | 0.167 |
| 日本リーグ   | 第21回 (1987/88) | 7位    | 8チーム      | 21     | 4  | 13 | 0.190 |
| 日本リーグ   | 第22回 (1988/89) | 8位    | 8チーム      | 14     | 1  | 13 | 0.071 |
| 実業団リーグ | 第21回 (1989/90) | 8位    | 8チーム      | 14     | 2  | 12 | 0.143 |

## 主な在籍選手
- 吉田節子
- 堀江香代子
- 奥嶋桂子
- 増田裕子
- 斎藤春枝
- 清水睦子
- 橋口英子
- 大谷佐知子